# Richard Danzig
Pour les articles homonymes, voir Danzig.
Richard Jeffrey Danzig (né le 8 septembre 1944) est un avocat américain qui a été le soixante-et-onzième secrétaire à la Marine des États-Unis sous la présidence de Bill Clinton. Il est conseiller du président Barack Obama. 

## Éducation
Danzig est né dans la ville de New York où il a fait ses études secondaires à la Bronx High School of Science (Lycée scientifique du Bronx). Il entre ensuite à Reed College où il obtient son baccalauréat es arts. Il est également diplômé en droit de l'université Yale, diplômé en philosophie de l'université d'Oxford où il passe plusieurs années grâce à une Bourse Rhodes. En sortant de l'université,  Danzig trouve un poste dans l'équipe de  Byron White, juge à la Cour suprême des États-Unis.

## Carrière universitaire
Entre 1972 et 1977, Danzig enseigne le droit des contrats à l'université Stanford et à Harvard. Il se voit décerner une récompense par la Harvard Society of Fellows et la Rockefeller Foundation Fellowship. De 1977 à 1981, il est actif au sein du ministère de la Défense où il occupe des postes de plus en plus importants, d'abord assistant de chef de secrétariat, puis chef de secrétariat chargé des ressources humaines et de la logistique. 

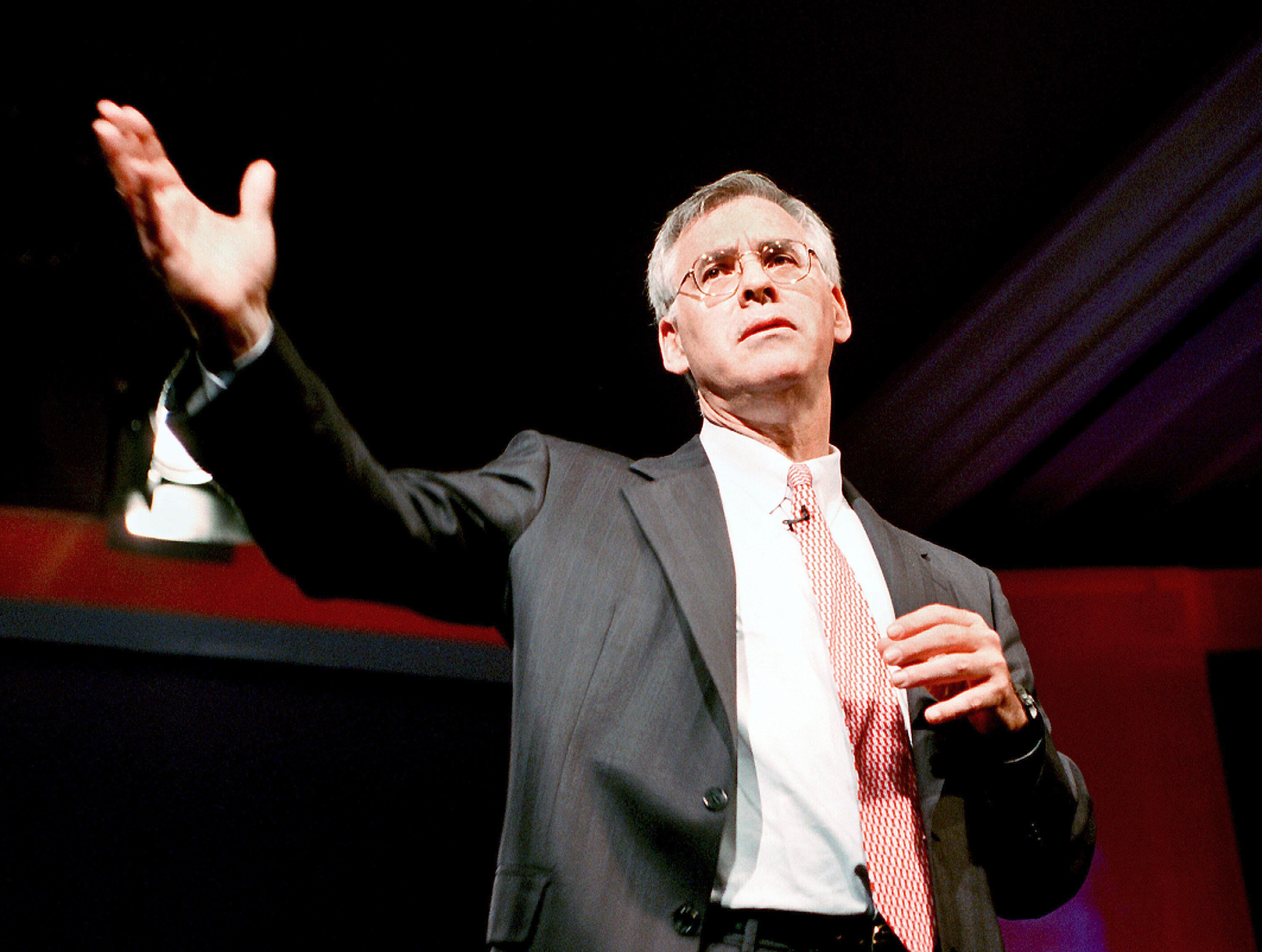
Danzig prononce un discours à Carlsbad, California le 30 octobre 2000.

## Washington D.C.
De 1981 à 1993, Danzig travaille comme associé dans le cabinet Latham & Watkins à Washington, D.C..  Il est vice-président du groupe chargé de l'international, puis directeur du groupe chargé du Japon. Il exerce des responsabilités comme directeur de la société National Semiconductor, siège au conseil d'administration de Reed College, travaille comme directeur intérimaire du contentieux puis vice-président d'une association internationale de défense des droits de l'homme (International Human Rights Law Group). Il a encore le temps d'écrire un livre sur le Service national en collaboration avec le politologue Peter Szanton : National Service: What Would It Mean? qui recense le pour et le contre d'un système de service national et dresse une liste de recommandations. Les deux hommes ont fait connaissance dix ans plus tôt, alors que Szanton était à la tête du bureau new-yorkais de la RAND Corporation et Danzig un brillant étudiant, frais émoulu de la faculté de droit. L'ouvrage devait contribuer à l'élaboration du système actuellement en vigueur aux États-Unis.  
Danzig prête serment le 6 novembre 1998 et devient le soixante-et-onzième secrétaire à la Marine, après avoir été sous-secrétaire de 1993 à 1997. Dans la période intermédiaire, il voyage en Europe avec sa femme comme membre itinérant du « centre international d'économie politique » et travaille comme assistant à l'université de Syracuse dans le département consacré à la citoyenneté et aux affaires publiques, la Maxwell School of Citizenship and Public Affairs.  
Richard Danzig a deux enfants majeurs, David et Lisa. Il est actuellement conseiller à la défense de Barack Obama.